# ケヴィン・パディアン
ケヴィン・パディアン（Kevin Padian、1951年3月12日 - ）は、カリフォルニア大学バークレー校構造生物学部の教授であり、カリフォルニア大学古生物学博物館 (University of California Museum of Paleontology) の古生物学キュレーター、ならびに国立科学教育センター (National Center for Science Education) の所長でもある。パディアンの研究分野は脊椎動物進化で、特に『飛行』の始まりと獣脚類から鳥類への進化に興味をもっている。彼は Kitzmiller v. Dover Area School District 裁判において原告のために専門家として証言し、その証言は裁判所の判決において何度も引用された。
パディアンはコルゲート大学で自然科学の学士号と教育学の修士号を取得した。イェール大学で Ph.D. を取得し、そこで翼竜の飛行の進化について注目し始めた。バークレー校での実績に加え、パディアンは高校で科学を教え、California Science Framework K–12 の主著者でもある。2003年にはWonderfestからカール・セーガン賞 (Carl Sagan Prize for Science Popularization ) を受けている。
彼はカリフォルニア大学古生物学博物館やロッキー博物館 (Museum of the Rockies) の化石骨の組織学的分析をもとにジョン R. ホーナーやアルマン・ド・リクレ (Armand de Ricqlès) といくつかの共著論文を書いている。
パディアンの書いた論文は100を超える。
2007年、パディアンはアメリカ科学振興協会のフェローとなった。